# Peg Leg Howell
Pour les articles homonymes, voir Howell.
 (janvier 2024).
Si vous disposez d'ouvrages ou d'articles de référence ou si vous connaissez des sites web de qualité traitant du thème abordé ici, merci de compléter l'article en donnant les références utiles à sa vérifiabilité et en les liant à la section « Notes et références ».
En pratique : Quelles sources sont attendues ? Comment ajouter mes sources ?
Joshua Barnes Howell, mieux connu sous le nom de Peg Leg Howell (5 mars 1888 - 11 août 1966), était un chanteur-compositeur et guitariste de blues américain. Il a fait le lien entre les premiers blues ruraux et le style ultérieur en 12 mesures. Comme l'un des artistes enregistrés pionniers de la scène blues d'Atlanta d'avant-guerre, Howell a également été parmi les premiers musiciens de blues à enregistrer un race record.

## Biographie

### Débuts
Joshua Barnes Howell, né le 5 mars 1888 à Eatonton, Géorgie, fils de Thomas Howell et Ruthie Myrick, a passé son enfance dans une ambiance musicale sans toutefois s'y consacrer sérieusement avant ses vingt ans. Après avoir achevé sa scolarité en 9e année (équivalent de la classe de 3e en France), il a rejoint son père dans les champs pour travailler en tant qu'ouvrier agricole.
En 1909, à l'âge de 21 ans, on raconte qu'il passa une nuit entière éveillé à apprendre la guitare en autodidacte, maîtrisant les techniques de fingerpicking et de slide propres au style pré-Piedmont. Howell a continué de travailler dans les champs jusqu'en 1916, année où une altercation avec son beau-frère a conduit à une blessure par balle qui a entraîné la perte de sa jambe droite, le forçant par la suite à utiliser une prothèse. Son nom d'artiste provient donc de cette dernière.
À la suite de sa blessure, Howell a cessé son travail agricole pour occuper un poste dans une usine d'engrais dans le comté de Madison, en Géorgie, où il est resté environ un an avant de retourner à Eatonton. Il a ensuite enchaîné différents petits boulots sans trouver une occupation stable. En 1923, il déménage à Atlanta, Géorgie, pour se consacrer entièrement à la musique, se produisant souvent dans les rues, notamment autour de Decatur Street. Cependant, en 1925, son parcours a pris un tournant lorsqu'il a été incarcéré à la prison de River Camp à Atlanta pour contrebande d'alcool.

### Carrière

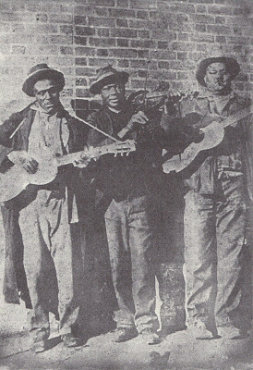
Peg Leg Howell (à droite) et son groupe dans les rues d'Atlanta, dans les années 1920.

En 1926, peu de temps après sa libération, Howell, jouant dans les rues d'Atlanta, a été découvert et a eu l'opportunité d'enregistrer pour la première fois. Le 8 novembre 1926, Columbia Records a produit son "New Prison Blues", une chanson qu'il avait écrite en détention, marquant ainsi la première sortie de country blues du label. Pour cet enregistrement, Howell a reçu 50 dollars et des redevances semestrielles. Lors de cette même session, il a également enregistré des morceaux tels que "Tishamingo Blues", "Coal Man Blues" et "Fo' Day Blues".
Durant les trois années suivantes, Columbia a fréquemment enregistré Howell, souvent en compagnie d'un petit ensemble composé de Henry Williams à la guitare et Eddie Anthony au fiddle, connu sous le nom de "Peg Leg Howell and His Gang". Leur première session ensemble a eu lieu le 8 avril 1927, où ils ont interprété des titres comme "New Jelly Roll Blues", "Beaver Slide Rag", "Sadie Lee Blues", et "Papa Stobb Blues". Le 13 avril 1929, Howell a aussi collaboré avec le mandoliniste Jim Hill pour enregistrer des morceaux tels que "Ball and Chain Blues", "Away From Home", "Monkey Man Blues" et "Chittlin' Supper". Au total, Howell a produit 28 faces pour Columbia, son répertoire varié incluant non seulement du blues, mais aussi des ballades, du ragtime et du jazz.

### Suite de vie et redécouverte
La crise économique des années 1930 a durement frappé l'industrie du disque, poussant Howell et son groupe à continuer leurs performances dans les rues d'Atlanta tout en reprenant la vente d'alcool illégalement. La période a été marquée par le décès en 1934 d'Eddie Anthony, son ami proche et collaborateur fréquent. Après le milieu des années 1930, Howell s'est fait de plus en plus rare sur la scène musicale, ne jouant que sporadiquement, souvent poussé par des besoins financiers urgents. En 1952, alors âgé de 64 ans, il a dû subir l'amputation de sa jambe gauche en raison de complications liées au diabète, ce qui l'a limité à un fauteuil roulant. Cependant, son héritage musical a perduré, et en 1959, sa chanson "Low Down Rounder's Blues" a été incluse dans la compilation The Country Blues.
En 1963, Peg Leg Howell a été retrouvé vivant dans une extrême précarité à Atlanta par le folkloriste George Mitchell et Roger Brown. Lors d'une visite au Shorter's Barber Shop sur Decatur Street, ils ont exprimé leur intérêt pour les anciens chanteurs de blues. À la mention de Howell, un groupe d'hommes s'est proposé de les guider vers lui. Ils ont parcouru environ un kilomètre et demi pour arriver à une modeste demeure délabrée où Howell vivait. Accueillis par sa voix faible, ils ont pénétré dans une maison sombre et malodorante. Howell, reconnaissable malgré les années et son état négligé, était assis dans son fauteuil roulant, sans jambes. Peu après les présentations, il saisit avec empressement la guitare que Mitchell tenait, la plaça dans ses mains marquées par le temps, et se mit à chanter et jouer avec passion.
Le 11 avril 1963, à l'âge de 75 ans, Howell a été enregistré dans ce qui serait l'une des premières séances de terrain de George Mitchell. Ces enregistrements, réalisés trente-quatre ans après ses dernières sessions, ont été publiés sur un LP par Testament Records. Au cours de cette session, Howell a revisité certaines de ses anciennes chansons des années 1920 et a également introduit de nouveaux morceaux. Les dix chansons qu'il a interprétées ont été rassemblées dans un album intitulé "The Legendary Peg Leg Howell", sorti en 1964. Malgré sa portée historique, cet album n'a pas été unanimement apprécié par les amateurs de country blues, certains critiquant la baisse de performance de Howell par rapport à ses enregistrements antérieurs des années 1920.

### Décès
En 1966, Peg Leg Howell a été hospitalisé au Grady Memorial Hospital pour traiter une maladie nerveuse chronique. Il y est décédé le 11 août de la même année, à l'âge de 78 ans. Howell a été inhumé au cimetière de Chestnut Hill, situé dans le comté de DeKalb en Géorgie.

## Discographie
- "New Prison Blues"//"Fo' Day Blues" (Columbia, 1926)
- "Coal Man Blues"//"Tishamingo Blues" (1926)
- "New Jelly Roll Blues" // "Beaver Slide Rag" (1927)
- "Papa Stobb Blues" // "Sadie Lee Blues" (1927)
- "Moanin' et Groanin' Blues"//"Hobo Blues" (1927)
- "Too Tight Blues"//"Peg Leg Stomp" (1927)
- "Doin' Wrong" // "Skin Game Blues" (1927)
- "Rock and Gravel Blues" // "Low-Down Rounder Blues" (1928)
- "Please Ma'am" // "Fairy Blues" (1928)
- "Banjo Blues" // "Turquie Buzzard Blues" (1928)
- "Monkey Man Blues"//"Chittlin' Supper" (1929)
- "Broke and Hungry Blues" // "Rolling Mill Blues" (1929)
- "Turtle Dove Blues"//"Walkin' Blues" (1929)
- "Away From Home" // "Ball and Chain Blues" (1929)